# Butch Tshomba
Butch Tshomba (auch Tshomba Mwandwe) (* 4. Oktober 1975 in Schaerbeek/Schaarbeek) ist ein ehemaliger belgischer Basketballspieler kongolesischer Abstammung.

## Werdegang
Tshomba spielte in Belgien in Etterbeek und für Brother Gent, ehe er 1996 in die Vereinigten Staaten ging. Im Rahmen seines dort durchgeführten Studiums gehörte er den Hochschulmannschaften des Mineral Area College und der Southwest Missouri State University an.
Er ging in sein Heimatland zurück und stand bei Blue Fox Gent unter Vertrag, ehe der Verein nicht mehr das Geld für den Flügelspieler aufbringen konnte. Tshomba nahm daraufhin im Januar 2001 ein Angebot des deutschen Bundesligisten Mitteldeutscher BC an. Er erhielt beim MBC meist kurze Einsätze. Anschließend war er Leistungsträger bei Vastiau-Godeau Leuven in Belgien, erzielte während der Saison 2001/02 im Durchschnitt 17,3 sowie 2002/03 16,1 Punkte je Begegnung.
Ende Dezember 2003 wechselte er wieder in die Bundesliga und wurde Mitglied von TSK Würzburg. In Folge seines Abstechers nach Würzburg setzte Tshomba seine Laufbahn in Belgien fort: 2004/05 gehörte er Union Huy Basket und 2005 Excelsior Brussels an. Zu Jahresbeginn 2006 schloss er sich Marso-Vagép NYKK (Ungarn) an.
Anschließend spielte er noch im Amateurbereich für den Athletic BC Brussels. Den Verein hatte Tshomba gegründet. Er wurde beim Athletic BC auch Vorsitzender und Trainer. Tshomba war belgischer Nationalspieler.

### Sonstiges
Tshomba hat neun (Halb-)Brüder. Seine Brüder Duke, Bin und Douglas Tshomba spielten ebenfalls Basketball im Profibereich.